# مسجد كاتدرائية لوهانسك
مسجد كاتدرائية لوهانسك هو مسجد يقع في لوهانسك، أوكرانيا.

## التاريخ
كان التتار - من بين دول أخرى - السكان الأصليين للمنطقة، في وسط أوراسيا، وخاصة سهولها، في الأراضي الحديثة في الاتحاد الروسي وأوكرانيا وكازاخستان. خلال النصف الثاني من القرن التاسع عشر، انتقل تتار الفولغا من وسط روسيا، كمواطنين من الإمبراطورية الروسية، إلى منطقة دونباس في جنوب أوكرانيا للعمل في المناجم والمصانع. نما عدد تتار الفولغا في منطقة لوهانسك إلى حوالي 400,000. كان للتتار مساجد ومدارس خاصة بهم. خلال الحقبة السوفيتية أغلقت السلطات جميع المساجد تقريبًا، لذلك لم يكن لدى الناس مكان للتجمع والصلاة والتّعبّد خلال تلك الفترة.
أدّت التغييرات الكبيرة في الحياة الاجتماعية في وسط أوراسيا وأوروبا الشرقية خلال الثمانينيات والتسعينيات (اضمحلال الاتحاد السوفيتي، استقلال أوكرانيا)، إلى إحياء الحياة الدينية والثقافية والاجتماعية للمجتمعات المختلفة (من بينها مجتمعات التتار في أوكرانيا). بعد فترة من التعصب الديني في وسط أوراسيا، أصبح من الممكن بناء وفتح مساجد جديدة وغيرها من المؤسسات والمباني الدينية والثقافية.
تم بناء مسجد كاتدرائية لوهانسك من قبل الجالية المسلمة (معظمهم من التتار) في منطقة لوهانسك. تم افتتاحه رسميًا في 29 مايو 2010.
مبنى المسجد عبارة عن بناء من طابقين بمساحة 550 متر مربع. في الطابق السفلي توجد صالة رياضية ومطبخ. يوجد في الطابق الأرضي مكتبة، وفصل دراسي، ومكتب.